# Iron Warrior
Iron Warrior è un film del 1987 diretto da Alfonso Brescia con lo pseudonimo di Al Bradley. È il terzo film della serie fantasy di Ator ed è il seguito di Ator 2 - L'invincibile Orion. La regia viene attribuita a Brescia, anche se il produttore Ovidio G. Assonitis realizzò parte delle riprese. Brescia si occupò anche della sceneggiatura che scrisse con Steven Luotto. Tra gli interpreti figurano nuovamente il culturista americano Miles O'Keeffe, che interpretò il personaggio di Ator anche nei due precedenti film della saga e Savina Gersak, nel ruolo della protagonista femminile. In Italia è anche noto come Ator il guerriero di ferro, titolo con il quale è stato distribuito in DVD nel 2010.
Il film narra la storia di Ator e del suo gemello Trogar. La malvagia strega Fedra rapisce Trogar, viene esiliata e spogliata dei suoi poteri. Durante questo periodo alleva Trogar come un feroce guerriero e dopo diciotto anni lo fa tornare nel regno per vendicarsi. Fa uccidere tutta la corte e solo la principessa Joanna riesce a fuggire. Dopo esser stata salvata da Ator, Joanna gli chiede aiuto per sconfiggere Trogar e in seguito a una lunga serie di prove, Ator riuscirà a sconfiggere il male e a riportare la Principessa sul trono.
Dopo che Joe D'Amato, il regista dei precedenti due film, decise di abbandonare temporaneamente la serie, Brescia realizzò un sequel apocrifo su Ator, anche se rispetto ai precedenti film aveva a disposizione un budget più elevato. La pellicola inoltre è parte del revival italico anni ottanta del peplum, il noto genere cinematografico degli anni sessanta. Iron Warrior, come i precedenti film, ricevette unanimi recensioni negative da parte della critica statunitense ed è stato parzialmente rivalutato da alcuni critici italiani, che lo ricordano come il migliore della serie.

## Trama
I fratelli Ator e Trogar, mentre giocano con una palla dentro un tempio, vengono osservati da Fedra, una malvagia e potente strega. Fedra riesce a impossessarsi della palla e a rapire Trogar. Dopo essere tornata nella sua dimora viene raggiunta da sua sorella Deeva, la creatrice e protettrice dei fratelli. Deeva chiede indietro il piccolo, ma Fedra decide di tenerselo e pronuncia una profezia: il regno che le è stato sottratto ritornerà in suo possesso. Deeva, che era riuscita in passato a togliere dalle grinfie di Fedra il regno, le annuncia che presto donerà un erede al trono. La bambina doveva essere protetta da uno dei fratelli. Per il suo rifiuto di restituire il piccolo, è condannata a restare nel sottosuolo per diciotto anni e le verrà tolto il potere di causare la morte.
Trascorsi i diciotto anni, la strega è libera ed è intenzionata a usare Trogar e l'esercito di incappucciati per riprendersi il regno. Nel regno intanto si festeggia il diciottesimo compleanno della principessa Joanna. Durante i festeggiamenti appare Fedra, le porta in dono la palla che aveva preso a Ator e Trogar e le rivela che amerà il guerriero a cui appartiene. Al re porta invece in dono un'urna contenente un teschio e dei vermi. La strega viene per questo cacciata dal castello e uscendo lancia una maledizione al sovrano. Dal portone del castello irrompe Trogar che uccide le guardie reali e nella confusione il re e la principessa riescono a fuggire da un passaggio segreto. La principessa intende chiedere aiuto nel paese di Neilof per raggruppare un esercito e salvare il regno. Il re viene raggiunto da Trogar e trafitto a morte da delle lance. Mentre la principessa sta scappando, l'esercito degli incappucciati la spinge verso un precipizio, dove trova Trogar.
Ator salva una donna da due uomini. La donna per sdebitarsi lo invita a stare con lei durante la notte e al mattino, uscita di casa, si rivela essere Fedra. La strega vuole bruciare la casa in cui Ator sta dormendo, ma Deeva riesce a svegliarlo e a indicargli la strada da seguire verso colei a cui è destinato. Ator, uscito incolume dalla casa, raggiunge la scogliera sulla quale si trova la principessa per metterla in salvo, ma sopraggiunge Trogar. Prima che Ator riesca a sconfiggerlo, il guerriero scompare. Ator decide di condurre la principessa verso Neilof, prima però, vuole sapere chi fosse il guerriero mascherato con cui si è battuto.

Miles O'Keeffe in una scena del film.

Ator, giunto nel castello, vi trova un uomo che afferma di essere il re. Costui dubita che sua figlia sia scappata perché siede al suo fianco. Ator riesce a smascherare la falsa principessa: è Fedra. Dopo avere battuto le guardie reali, Trogar e degli incappucciati a cavallo che volevano rapire la principessa, i due fuggitivi si mettono in cammino e raggiungono Neilof. Qui scoprono che tutti gli abitanti sono stati uccisi. L'esercito degli incappucciati li raggiunge ma Ator e la principessa fuggono e raggiungono un tempio, dove decidono di accamparsi. Sentono Deeva chiamarli, il tempio inizia a crollare e i due devono nuovamente fuggire. Mentre stanno attraversando un ponte per arrivare da Deeva, vengono bloccati dagli incappucciati e da Trogar. Costoro tagliano le corde del ponte costringendoli a gettarsi di sotto. Dopo essersi risvegliati, i due si ritrovano in una grotta. Camminando incontrano Deeva che rivela ad Ator che Trogar è suo fratello.
Ator dovrà recarsi sull'isola del tempo per recuperare uno scrigno che Deeva userà per distruggere la strega e liberare suo fratello. I due, giunti sull'isola, dopo avere superato numerose prove riescono a trovarlo. L'isola sta crollando nelle profondità marine, ma riescono comunque a salvarsi. Intanto Fedra raggiunge Deeva, le rivela che si è appropriata del vero scrigno e la rinchiude in un blocco di ghiaccio. Ator e la principessa trovano ad attenderli Trogar in una spiaggia. I due guerrieri si battono in un duello da cui Ator esce vincitore. Quando leva la maschera al guerriero, Ator scopre che si tratta veramente di suo fratello gemello.
Nella dimora di Deeva trovano ad attenderli Fedra che ha preso le sue sembianze. La falsa Deeva comunica a Ator che si vendicherà su Fedra, inoltre invita la principessa a tornare nel suo regno. Quando Ator torna nel regno scopre che Fedra si è impossessata della principessa. Mentre Fedra sta cercando di uccidere la vera principessa, Ator giunge in suo soccorso. Dopo aver inutilmente cercato di colpirla con la spada, Ator le dà fuoco con una torcia riuscendo ad ucciderla. Ora la principessa è salva e insieme ad Ator governerà il regno.

## Produzione
Dopo aver realizzato il film Ator 2 - L'invincibile Orion nel 1982, Joe D'Amato abbandonò temporaneamente la serie. Tra le cause di questa decisione, il fatto che il sequel di Conan il barbaro, Conan il distruttore, ottenne meno successo rispetto al primo film, sia in Italia che negli Stati uniti. Questo fatto influì su D'Amato che decise di non realizzare, nel breve periodo, un altro film su Ator. L'anno successivo il registra si dedicò al cinema post-apocalittico, per sfruttare il successo di 1997: Fuga da New York.

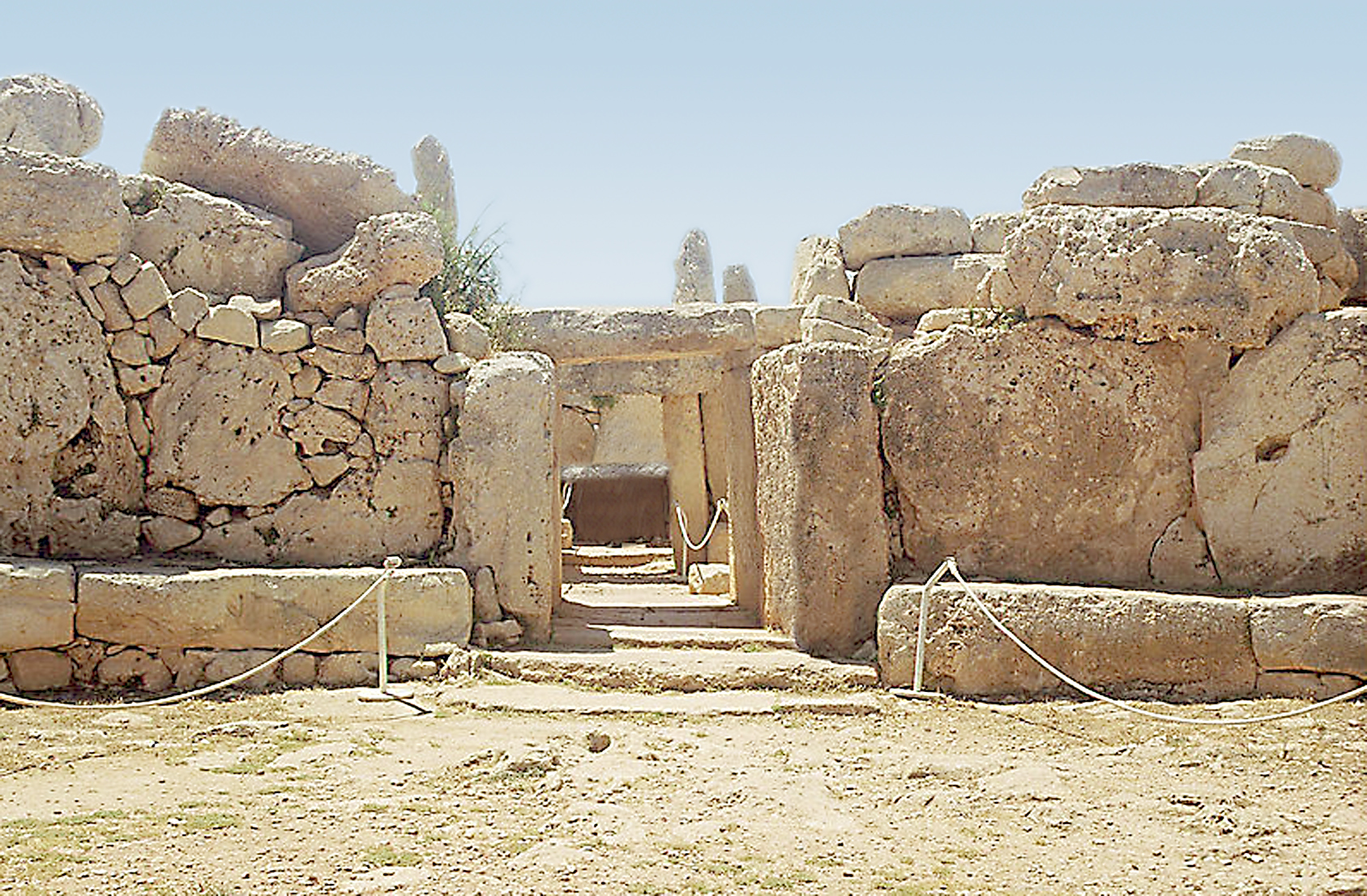
I templi megalitici di Menaidra fanno da sfondo alla sequenza iniziale.

Nel 1985 Alfonso Brescia realizzò un nuovo film sul guerriero Ator, originariamente intitolato Iron Warrior. Brescia scrisse il film insieme all'attore Steven Luotto e si occupò anche della regia. Dopo le prime riprese fu coinvolto in un incidente, così il film venne terminato dal produttore Ovidio G. Assonitis. Brescia, che firmò il film sotto lo pseudonimo Al Bradley, disponeva di un budget più elevato rispetto ai primi due film e grazie a questo riuscì a far realizzare duelli migliori e più elaborati. La colonna sonora del film è stata, come nel primo film della serie, creata dal musicista Carlo Maria Cordio.
Per il ruolo di protagonista venne scelto nuovamente Miles O'Keeffe, l'unico attore apparso nei precedenti film della serie. Brescia lo ricordava come «Un introverso, sempre con quell'aria cupa.», mentre Michele Giordano nel suo libro Giganti buoni: da Ercole a Piedone (e oltre) il mito dell'uomo forte nel cinema italiano lo descrive «[...] in grado di trasfondere, nell'Ator dallo sguardo mistico e freddo che interpretava in Iron Warrior, qualcosa della sua vera natura.» O'Keeffe, come nei precedenti film, durante le riprese venne visibilmente controfigurato nelle scene d'azione più impegnative.
Savina Gersak, la protagonista femminile, lavorò nuovamente con O'Keeffe nel 1986. Entrambi formarono la coppia protagonista del film Lone Runner - Lo scrigno dei mille diamanti, diretto da Ruggero Deodato.

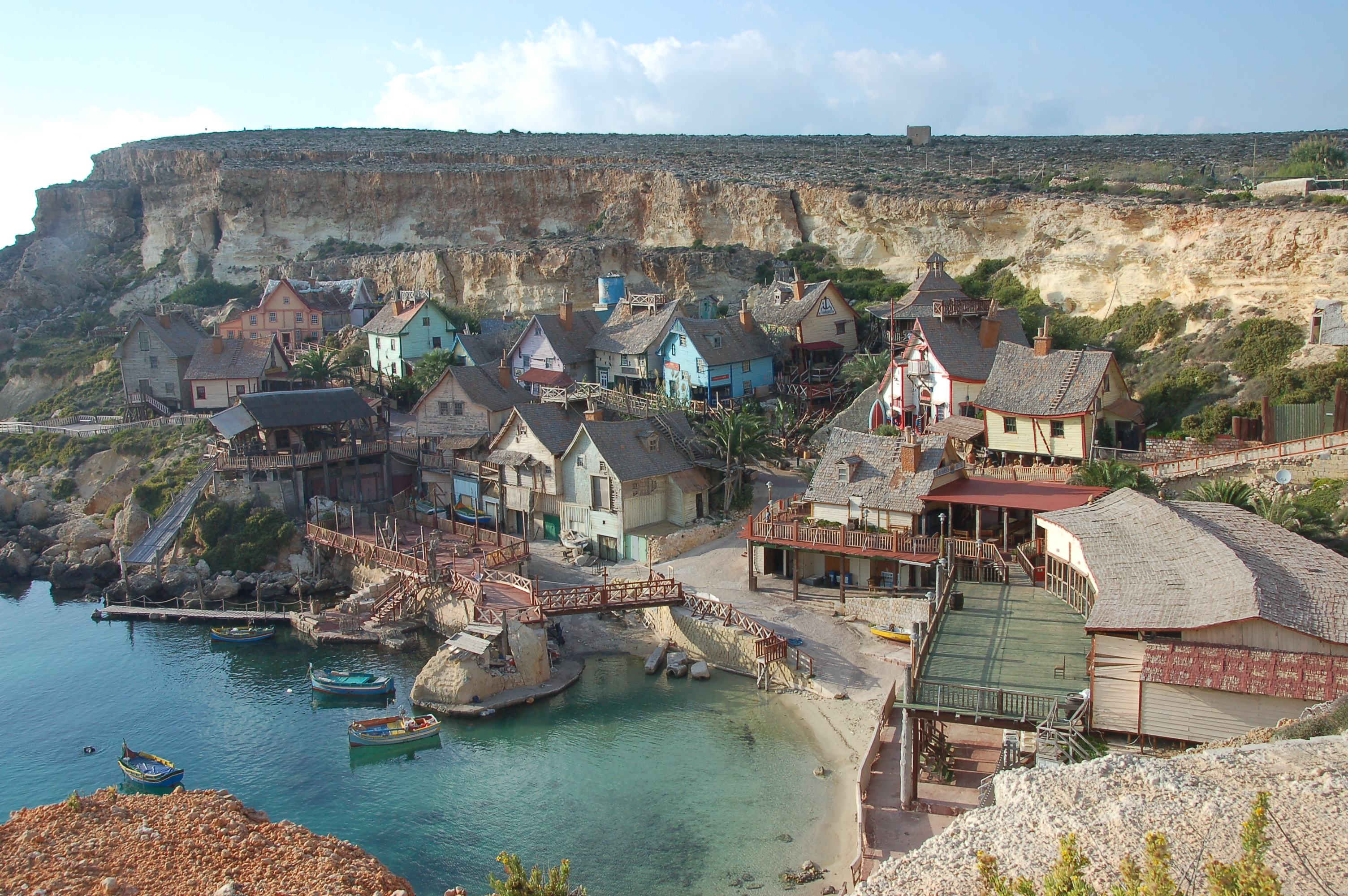
Il Popeye Village visto dalla collina che sovrasta il paese.

Il film venne girato nelle isole di Malta e Gozo. La sequenza iniziale, in cui Ator e suo fratello giocano, è stata girata nel Tempio di Menaidra, un sito archeologico preistorico dell'isola di Malta. Alcune sequenze del film sono state ambientate al Popeye Village, il set cinematografico costruito nel 1980 per il film Popeye - Braccio di Ferro, nell'Ipogeo di Hal Saflieni, nella caverna di Għar Dalam, nella fortificazione di Forte Ricasoli, nelle Catacombe di San Paolo e a Dingli. Gli interni furono girati ai "Mediterranean Film Studios" di Malta e al Palazzo del Grande Maestro a La Valletta.
Escludendo il nome di Ator, che ricorda i precedenti film della serie, alcuni aspetti del film vennero modificati per non incorrere in problemi di copyright. A differenza del film precedente, in Iron Warrior non vennero aggiunte riprese provenienti dai precedenti capitoli o 
da altre pellicole. Il film infine rende omaggio e fa riferimenti a una serie di film popolari al tempo, come Excalibur, Guerre stellari, I predatori dell'arca perduta, Indiana Jones e il tempio maledetto, Star Trek II - L'ira di Khan e Superman II.

## Distribuzione

### Date di uscita
Di seguito sono elencate, in ordine cronologico, le date di uscita del film e il titolo (talvolta modificato) in alcuni stati del mondo.
- 9 gennaio 1987 negli Stati Uniti (Iron Warrior)[23]
- 24 novembre 1987 in Germania (Iron Warrior)[24]
- 28 dicembre 1988 in Giappone (アイアン・ウォリアーズ)
- 27 luglio 2003 in Spagna (El guerrero de hierro)[25]

La data di uscita americana si riferisce alla distribuzione nei cinema, mentre le altre alla distribuzione in versione VHS o DVD. Iron Warrior è l'ultimo capitolo della saga ad esser stato proiettato nelle sale cinematografiche, il successivo infatti verrà distribuito direttamente per il mercato dell'home video e sulle tv satellitari. Il film è conosciuto anche con il titolo Echoes of Wizardry.

### Divieti
Negli Stati Uniti il film venne catalogato sotto il visto PG-13 (Parental guidance suggested), suggerendo l'accompagnamento dei genitori durante la visione per i minori di 13 anni. In Norvegia e nel Regno Unito la versione home video venne vietata ai minori di 15 anni. Infine in Germania venne vietato ai minori di 16 anni.

### Edizioni home video
Dopo la trasmissione nei cinema, il film venne distribuito per il mercato home video nel formato VHS. La distribuzione del film negli Stati Uniti è stata parte di un accordo del valore di sedici milioni di dollari tra la "Heron Communications" e la "Trans World Entertainment". Nel 1986 la "Heron Communications" acquistò otto titoli dalla "Trans World Entertainment", tra cui Iron Warrior per poi distribuirlo tramite la "Media Home Entertainment", casa di distribuzione legata alla "Heron Communications".
Successivamente venne pubblicato in Canada, Giappone, Brasile e in altri paesi europei sempre nel formato VHS. Tutt'oggi il film non è stato ancora reso disponibile, in questi paesi, nel formato DVD. In Italia in film venne distribuito nella versione VHS dalla Cecchi Gori Group con il titolo Iron Warrior.
In Italia il film è stato distribuito in versione DVD dalla "Terminal Video" il 25 maggio, 2010 sotto la produzione della casa "Stormovie". Il formato video è 16:9 generico, mentre l'audio è disponibile sia in italiano che in inglese in Dolby Digital 5.1. Quando il film venne pubblicato, il titolo Iron Warrior venne tradotto, e aggiunsero anche il nome del protagonista Ator, per collegare il film alla serie. Il titolo finale fu Ator il guerriero di ferro. L'edizione è stata distribuita con il visto censura "film per tutti".
Il film è stato distribuito negli Stati Uniti, per la prima volta in Blu-ray il 29 aprile, 2019 dalla Scorpion Releasing.

## Accoglienza

### Incassi
Il primo paese che si occupò della distribuzione della pellicola nelle sale cinematografiche furono gli Stati Uniti, e della distribuzione se ne occupò la Trans World Entertainment. Iron Warrior venne proiettato in versione limitata dal 9 gennaio 1987 in diciassette sale negli Stati Uniti e rimase negli schermi per una settimana. In questo periodo guadagnò 11385 $.
Il film non è mai stato distribuito nel circuito cinematografico italiano e rimase inedito fino a quando venne edito in versione VHS e DVD.

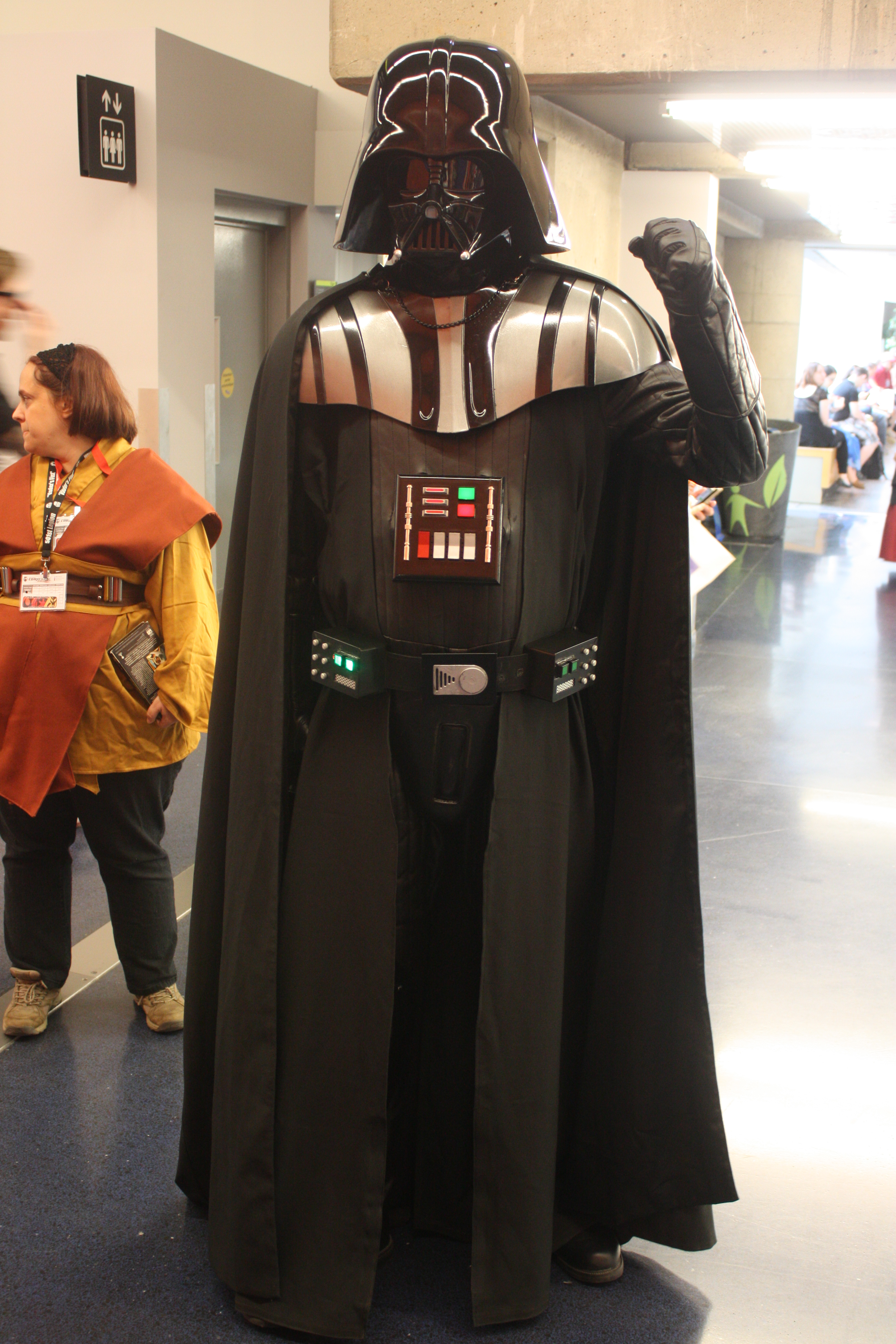
Il costume del guerriero Trogar venne paragonato a quello di Dart Fener.

### Critica
Come i precedenti film della serie, Iron Warrior venne accolto da recensioni negative.
Il quotidiano Sun-Sentinel e la rivista Variety recensirono entrambi negativamente il film alla sua uscita nel 1987, criticando ogni aspetto della pellicola.
Joe Kane nel libro The Phantom of the Movies' Videoscope ha attribuito al film una stella e l'ha definito "un fiasco mortalmente noioso". Ha ridicolizzato la presenza scenica di O'Keeffe e di Elisabeth Kaza, concludendo che il film «[...] prende [una fugace] vita solo durante gli scattanti botta e risposta tra Ator e la principessa.». Anche John Stanley nel libro Revenge of the Creature Features Movie Guide del 1988 ha criticato negativamente il film e O'Keeffe, mentre ha apprezzato la presenza della Gersak. I libri DVD and Video Guide 2005, Movies on TV and Video Cassette 1989-1990, The Video Source Book, VideoHound's Golden Movie Retriever e Blockbuster Entertainment Guide to Movies and Videos hanno tutti assegnato il voto peggiore. In quest'ultimo il film è stato definito «noioso [...]» e «semplicemente terribile.».  Nel libro Il grande cinema fantasy gli autori hanno accolto positivamente gli aspetti tecnici del film, ma hanno aggiunto che «la storia comunque non si discosta dai soliti stereotipi conaniani.»
Anche in seguito i siti di film che trattano il genere dei B-movie hanno assegnato giudizi negativi al film, che tuttavia è stato rivalutato da alcuni critici italiani, che considerano questo capitolo il migliore dell'intera serie.
Le poche recensioni presenti sul sito Rotten Tomatoes sono negative. Il sito AllMovie l'ha definito un «B-movie» che è «[...] afflitto da un montaggio scadente e da mancanza di continuità.» Il sito Film TV assegnò al film una stella e mezzo su cinque e un punto su cinque sia al ritmo che alla tensione. Il film venne giudicato come un «fantasy trash riciclato da un precedente exploit di Joe D'Amato [...] e qui ridotto ai minimi termini in fatto di ritmo e ispirazione».
La colonna sonora del film, ideata da Carlo Maria Cordio, venne inclusa nel ballottaggio del 1987 dei Movie Music UK Music Awards, ma non ricevette alcuna candidatura.

## Sequel
Joe D'amato, alcuni anni dopo la distribuzione di Iron Warrior, riprese in mano la serie di Ator e realizzò il quarto e ultimo capitolo ufficiale della serie, intitolandolo Quest for the Mighty Sword. Per interpretare il protagonista venne scelto l'attore statunitense Eric Allan Kramer e tra gli attori figurano anche Donald O'Brien e Marisa Mell. Laura Gemser torna dopo aver preso parte al primo film della serie, anche nelle vesti di costumista.
Il film venne distribuito direttamente per il mercato dell'home video nel 1990 ed è noto con il titolo alternativo Ator III - The Hobgoblin, utilizzato per ignorare Iron Warrior. 
Altri titoli con cui è stato distribuito sono: Troll - Teil 3 e Hobgoblins. Con questi titoli si cercò di dare una continuità con la saga "Troll", composta da Troll, Troll 2 e Contamination .7 (Troll 3), tutti film accomunati solo dal titolo. L'unico legame tra Quest for the Mighty Sword e Troll 2 è dato dal riutilizzo di alcune maschere dei Goblin utilizzate nel film Troll 2. Il film non è mai stato distribuito in Italia.
Il film ottenne giudizi estremamente negativi da parte della critica. e chiuse definitivamente la parentesi "peplum-fantasy" italiana degli anni ottanta.